# Cheryl Cole
Cheryl Cole (født Cheryl Ann Tweedy 30. juni 1983 i Newcastle upon Tyne) er en engelsk sangerinde der er mest kendt som medlem af pigegruppen Girls Aloud, som tilbage i 2002 blev sammensat i det engelske realityshow Popstars: The Rivals.
Siden er det gået godt for pigerne, som har udsendt fem albummer, haft 20 top 10-singler i England og modtaget en Brit Award for nummeret "The Promise" for bedste single i 2009.
Desuden har hun arbejdet som solist. Debutsinglen "Fight For This Love" strøg direkte til tops på den engelske singlehitliste, og det samme gjorde debutalbummet 3 Words, da det udkom den 23. oktober 2009.
Albummet blev produceret i samarbejde med bl.a. Will.i.am, som også gæster titelnummeret "3 Words" og derudover danske Soulshock og Karlin, engelske Taio Cruz og de amerikanske producere Syience og Wayne Wilkins.
I 2008 blev det meddelt, at Cheryl Cole vil erstatte Sharon Osbourne som dommer ved 5. sæson af den engelske udgave af X Factor. Hun sad sammen med Simon Cowell, Louis Walsh og Dannii Minogue. Hun vendte også tilbage i sæson 6 og 7, men hun stoppede efter sæson 7 og blev erstattet af Tulisa Contostavlos i sæson 8. Hun var dommer på den amerikanske version af programmet sammen med Simon Cowell, Paula Abdul og Antonio "L.A." Reid. Hun blev udskiftet med programmets tidligere medvært Nicole Scherzinger.
Hun har været gift med fodboldspilleren Ashley Cole.